# Константин Попов (русист)
Константин Георгиев Попов е български езиковед русист. Стилист, публицист и преводач от и на руски език.

## Биография
Константин Попов е роден през 1923 г. Завършва руска филология в Софийския държавен университет през 1950 г. Библиографията му в областта на руската художествена стилистика е обемна (над 680 статии, студии и книги), но най-значимите му приноси са в изследванията на стиловото майсторството на руските писатели Константин Паустовски и Максим Горки.
Професионалният му живот протича в Софийския университет (1959 – 1983), където е дългогодишен преподавател по руски език на студентите юристи. Кандидат е на филологическите науки (1968) и доцент във Факултета по славянски филологии на СУ (1975).
Преподава и във Висшия педагогически институт в Шумен, където става и зам.-декан на Филологическия факултет.
Научен секретар е на Специализирания научен съвет по езикознание при ВАК.
Член е на Съюза на учените в България (дълги години е председател на Филологическата секция) и на Международното социолингвистично дружество.
Книгата му „Етюди по българска стилистика“ (1999) получава наградата на СУБ през 2000 г. за високо постижение в науката.
Умира през 2015 г.